# Laura Waem
Laura Waem (Beveren, 5 augustus 1997) is een voormalig Belgisch turnster. 

## Levensloop
Waem was aangesloten bij de club  Sportiva Sint-Gillis-Waas vzw. In 2016 nam Laura deel aan de Olympische spelen maar kon zich met het team niet plaatsen voor de finale.
Eind 2017 stopte ze met professioneel turnen door een aanslepende blessure aan de achillespees.
Nu studeert ze farmaceutische wetenschappen aan de Universiteit Gent.
Waem heeft in 2020 aangegeven het slachtoffer te zijn geweest van grensoverschrijdend gedrag in de turnwereld.

## Palmares

### 2016
- Olympisch Test Event, behaalde met het team 221.438 punten
- 8ste voor de brug op het Olympisch Test Event met 13.266 punten
- Internationaal toernooi Gymnix, behaalde met het team 166.450 punten
- 4de  voor de brug op het Internationaal toernooi Gymnix met 14.000 punten

### 2015
- 48ste WK allround met 53.166 punten
- 11ste WK team 219.261 punten

### 2014
- BK allround 52.432 punten
- 7e EK allround 54.632 punten
- 7e EK teamfinale 160.728 punten samen met Lisa Verschueren en Gaëlle Mys

### 2013
- 21e WK allround 51.932 punten
- BK allround 50.798 punten